# Lispe maculata
Lispe maculata är en tvåvingeart som beskrevs av Stein 1913. Lispe maculata ingår i släktet Lispe och familjen husflugor. Inga underarter finns listade i Catalogue of Life.